# Tyler Johnson
Tyler Ryan Johnson (Grand Forks, 7 maggio 1992) è un cestista statunitense.